# Denijal Hasanović
Denijal Hasanović (ur. 21 października 1969) – bośniacki reżyser. W roku 1999 ukończył PWSFTviT w Łodzi.

## Filmografia
- 2001: List – reżyseria, scenariusz
- 2005: Z odzysku – scenariusz
- 2009: Co mówią lekarze – konsultacja (literacka)
- 2009: Dekalog 89+ (Street feeling) – konsultacja (scenariuszowa)
- 2009: Moja nowa droga – konsultacja (literacka)